# أنفين (باد كاليه)
أنفين، باد كاليه (بالفرنسية: Anvin)‏ هي بلدية تقع في إقليم باد كاليه من منطقة نور با دو كاليه في شمال فرنسا. تبلغ مساحة هذه المدينة 7.83 (كم²)، وترتفع عن سطح البحر 60 م، يبلغ عدد سكانها 803 نسمة حسب إحصاء المعهد الوطني للإحصاء والدراسات الاقتصادية سنة 2009 م. وترأس أندريه أوليفييه البلدية خلال فترة (2008-2014).